# Manuel Bartolomé Cossío
Manuel Bartolomé Cossío (ur. 12 lutego 1857 w Haro, zm. 1 września 1935 w Madrycie) – hiszpański pedagog i historyk sztuki, członek Institución Libre de Enseñanza.

## Dzieła
- El Greco, 1908.
- El Greco, 1913.
- Lo que se sabe de la vida del Greco, 1914
- El Entierro del Conde de Orgaz, 1914.
- Excursión a Toledo, 1925.